# Казберук, Владимир Михайлович
Владимир Михайлович Казберук (29 августа 1923, Бондары, Подляское воеводство — 4 апреля 2016) — советский белорусский литературовед.

## Биография
Родился 29 августа 1923 года в д. Бандары (теперь Подлясковское воеводство, Польша).
Окончил Белорусский государственный университет (1949).
В 1949-52 учитель в Новогрудском районе, преподаватель Полоцкого педагогического института. Учился в аспирантуре при Минском педагогическом институте (1952-55).
В 1959—1964 годах — учёный секретарь Института литературы имени Янки Купалы АН БССР, в 1964—1991 годах — научный сотрудник этого института.
Кандидат филологических наук (1963). Член Союза писателей СССР с 1977 года.

## Научно-исследовательская деятельность
Изучал белорусско-польские литературные связи, белорусский романтизм XIX — нач. XX в.
Основные направления исследований:
- история Беларуси и белорусской культуры (ликвидация белорусского государственности и национального сознания в XVII—XVIII в., белорусское национальное возрождение в XIX — нач. XX в., образование БНР),
- жизнь и литературная деятельность Ф. Скорины, Э. Пельгжимовского, С . Тшашчковской, К. Калиновского, А. Гаруна и др..

### Избранные труды
- Ступені росту: Беларуская літаратура канца ХІХ — пач. ХХ ст. і традыцыі польскіх пісьменнікаў. — Мн., 1974.
- Паэма Якуба Коласа «Новая зямля»: У святле славянскіх традыцый. — Мн., 1979.
- Назіранні над беларускім рамантызмам пач. ХХ ст. — Мн., 1983.
- Светлай волі зычны звон: Алесь Гарун. — Мн., 1991.